# Mätasselja
Koordinaten: 58° 20′ N, 22° 14′ O
Mätasselja (deutsch Metaselg) ist ein Dorf (estnisch küla) auf der größten estnischen Insel Saaremaa. Es gehört zur Landgemeinde Saaremaa (bis 2017: Landgemeinde Lääne-Saare) im Kreis Saare.

## Einwohnerschaft und Lage
Das Dorf hat 47 Einwohner (Stand 1. Januar 2016). Seine Fläche beträgt 10,66 km².
Der Ort liegt 17 Kilometer nordwestlich der Inselhauptstadt Kuressaare. Er wurde erstmals 1454 unter dem Namen Metzell urkundlich erwähnt. In dem Karst-Gebiet befinden sich zahlreiche Dolinen.